# Lotta Plachimada vs Coca-Cola

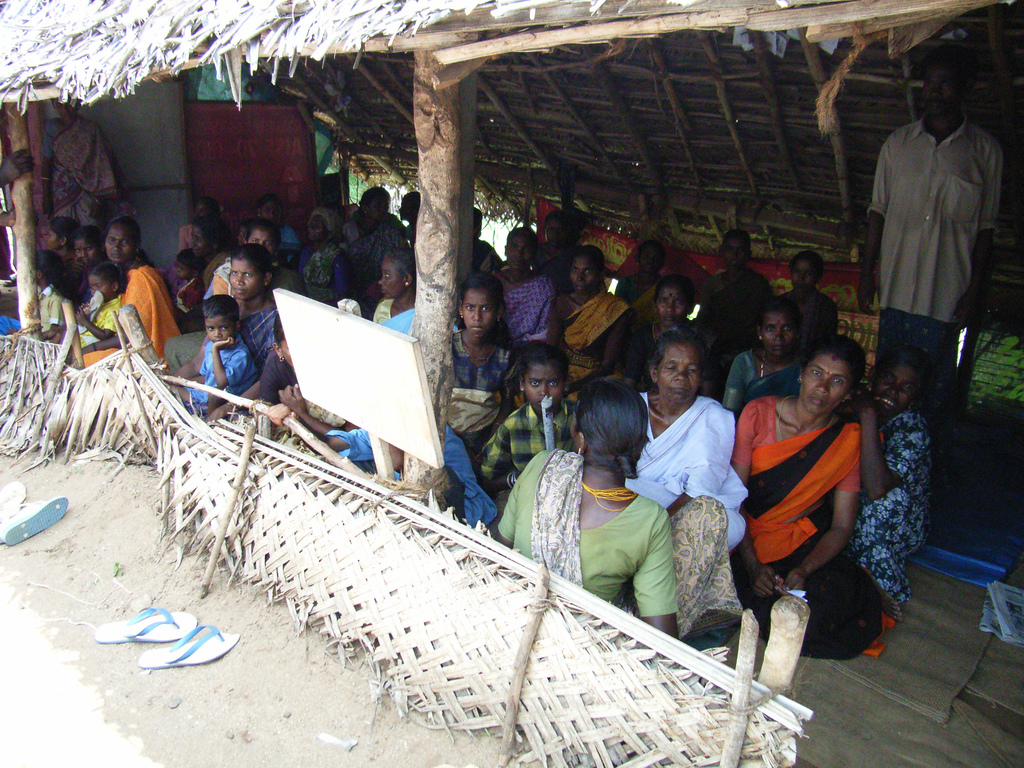
Protestanti riuniti in un campo

La lotta Plachimada vs Coca-Cola è stata una serie di proteste per chiudere la fabbrica di Coca-Cola nel villaggio di Plachimada, distretto di Palakkad, in Kerala nei primi anni 2000. Gli abitanti del villaggio hanno notato che subito dopo l'apertura della fabbrica, i loro pozzi hanno iniziato a prosciugarsi e l'acqua disponibile è diventata contaminata e tossica. Ben presto, i rifiuti della fabbrica furono spacciati agli agricoltori della zona come fertilizzanti.
Il 22 aprile 2002, gli abitanti del villaggio, per lo più Adivasi, iniziarono a protestare davanti alla fabbrica bloccandone l'ingresso. La protesta improvvisata è continuata e si è protratta per anni, raccogliendo il sostegno di gruppi ambientalisti, locali e partiti politici e attivisti nazionali. Le continue proteste e contenziosi alla fine hanno aiutato la gente di Plachimada a chiudere la fabbrica nel marzo 2004.
Mentre un comitato governativo ha stimato i danni a circa ₹ 216 crore ($ 30 milioni), come risarcimento per il danno ricevuto. Risarcimento che deve ancora essere versato agli abitanti del villaggio.

## Contesto

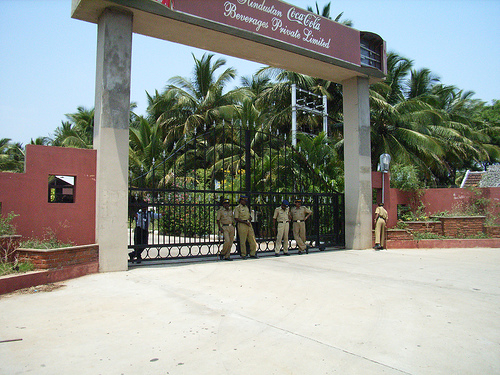
Fabbrica di Coca-cola a Plachimada

L'8 ottobre 1999, Hindustan Coca-Cola Beverages Private (HCBLP), una consociata della Coca-Cola Company, ha chiesto una licenza a Perumatty panchayat per stabilire una fabbrica a Plachimada. Il 27 gennaio 2000 alla società è stato concesso il permesso di aprire lo stabilimento. L'azienda ha acquistato un appezzamento di 34,64 acri (14,02 ha), precedentemente utilizzato per la coltivazione di riso, arachidi e ortaggi. La fabbrica impiegava centotrenta lavoratori a tempo indeterminato e circa duecentocinquanta lavoratori interinali. I marchi prodotti nello stabilimento di Plachimada includevano Coca-Cola, Limca, Fanta, Thums Up, Sprite, Kinley Soda e Maaza. La fabbrica ha utilizzato mezzo milione di litri al giorno delle acque sotterranee per la sua produzione dopo aver ottenuto il permesso del Perumatty panchayat, permesso precedentemente concesso dall'Alta Corte del Kerala.
Gli abitanti dei villaggi che vivevano nelle vicinanze della fabbrica, sei mesi dopo l'apertura della fabbrica, iniziarono a segnalare un aumento dell'inquinamento idrico. L'accesso all'acqua per scopi agricoli divenne un problema.
La fabbrica aveva anche adottato l'abitudine di distribuire agli abitanti del villaggio i suoi fanghi di scarto del processo di produzione come fertilizzante gratuito. Nel 2003, un giornalista della BBC ha visitato il villaggio per indagare sulle affermazioni fatte dagli abitanti, secondo cui il fango era contaminato. Come parte del suo servizio per Face the Facts di BBC Radio 4, ha raccolto campioni di fanghi e li ha inviati nel Regno Unito per essere analizzati. Un laboratorio dell'Università di Exeter ha trovato livelli inaccettabilmente alti di cadmio e piombo in quei fanghi. Il piombo è tossico per lo sviluppo umano e per il sistema nervoso, mentre il cadmio è cancerogeno.
Aumentando la pressione sul governo del Kerala per chiudere la fabbrica, il capo della campagna di Greenpeace, Ameer Shahul, ha condiviso il rapporto di analisi dell'Università di Exeter col Consiglio di controllo dell'inquinamento dello stato del Kerala e coi media locali, chiedendo la chiusura permanente della fabbrica. Ben presto, il Consiglio di controllo dell'inquinamento dello stato del Kerala confermò i risultati dei test e ordinò alla The Coca-Cola Company di interrompere la distribuzione dei suoi rifiuti e di recuperare ciò che era stato disperso in passato.

## Proteste

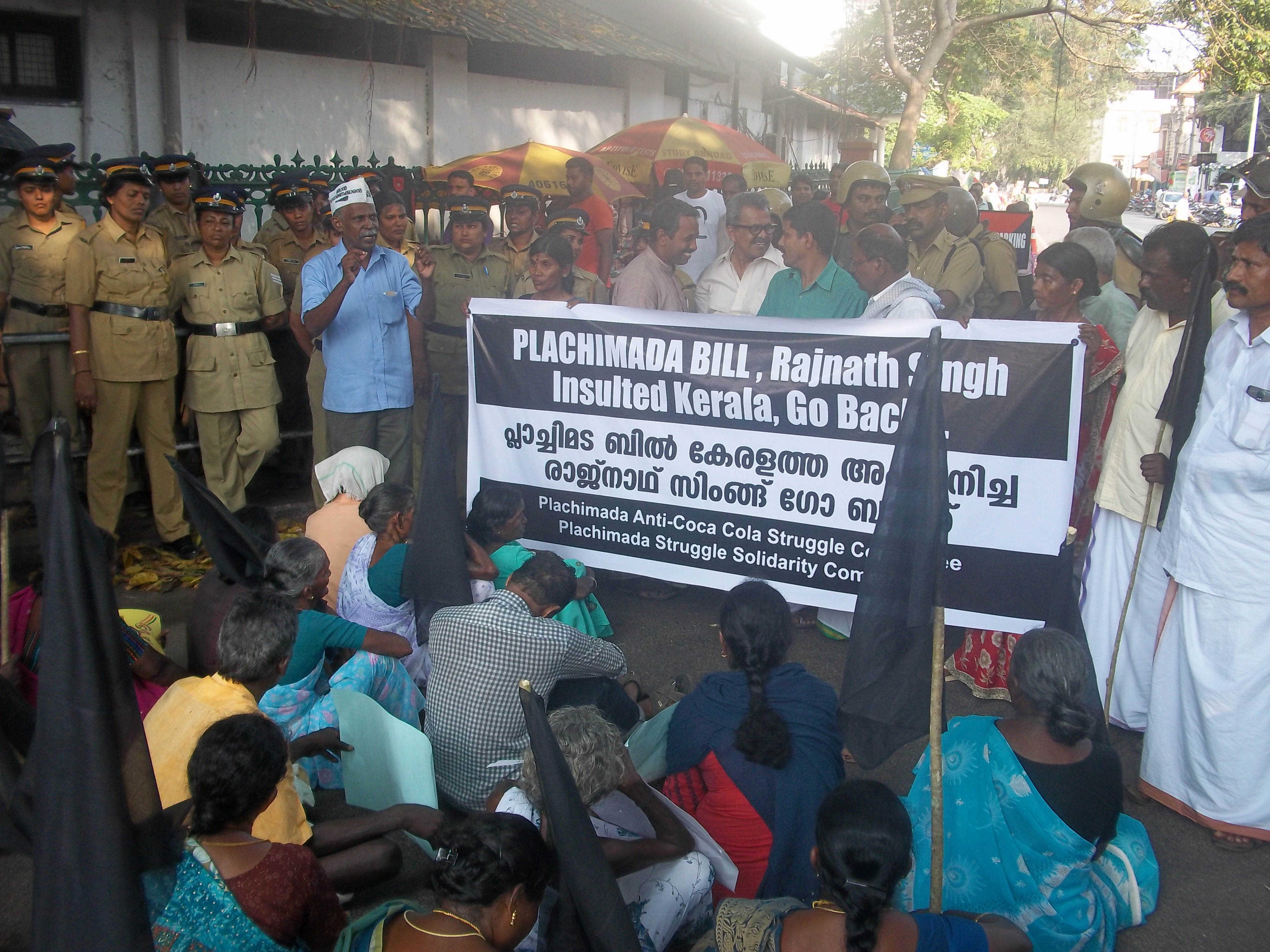
Protesta del popolo Plachimada

Dopo le crescenti prove che la Coca-Cola stava inquinando l'ambiente e danneggiando i cittadini locali, il 22 aprile 2002 il Coca-Cola Virudha Janakeeya Samara Samithy (Comitato per la lotta dei popoli Anti-Coca Cola) ha iniziato la propria protesta, bloccando l'ingresso della fabbrica. Oltre milletrecento persone hanno partecipato a questa protesta, maggior parte Adivasi e donne. Test scientifici sono stati condotti sull'acqua dai laboratori di metalli Sargram nel marzo 2002, che hanno ritenuto l'acqua inadatta al "consumo umano, all'uso domestico e all'irrigazione". Il rapporto indipendente è stato sostenuto dal centro sanitario primario del governo che ha anche riferito che l'acqua non era potabile nel maggio 2003. Coca-Cola alla fine ha ammesso che c'era un problema con l'acqua, non correlato alle loro attività, offrendosi di fornire acqua potabile alla comunità tramite camion e di avviare programmi di raccolta dell'acqua piovana in fabbrica e nella comunità.
Poiché gli abitanti del villaggio hanno continuato a protestare fuori dalla fabbrica, il sostegno per il movimento è cresciuto. Nel gennaio 2004, è stata organizzata a Plachimada una conferenza internazionale di tre giorni sull'acqua, riunendo attivisti di tutto il mondo per discutere di questioni idriche. Due ambientaliste, la canadese Maude Barlow e l'indiana Vandana Shiva, hanno partecipato alla conferenza e hanno pubblicato la Dichiarazione di Plachimada, affermando che "l'acqua non è una proprietà privata, né una merce" ma una risorsa comune e un diritto fondamentale.

## Risultati
Il 3 aprile 2003, il Perumatty panchayat ha revocato la licenza per l'impianto. La Coca-Cola ha portato il caso all'Alta Corte del Kerala, che in un primo momento si è schierata con l'azienda, giudicando le affermazioni del panchayat come antiscientifiche e infondate. La battaglia legale durò anni. Tra l'8 e il 15 agosto 2005, l'impianto continuò a funzionare, venendo successivamente chiuso definitivamente. Nel 2018, la fabbrica era vuota, presidiata da alcune guardie di sicurezza.
Il caso verteva sulle dottrine legali della fiducia pubblica e del principio "chi inquina paga", nonché sul ruolo legale del governo locale.
I pozzi sono ancora contaminati e l'acqua deve essere trasportata da un villaggio vicino. Un alto comitato ha stabilito che il danno alla comunità è pari a ₹ 216,26 crore o ( $ 28 milioni). Questa cifra è imputata alla perdita dell'agricoltura, ai danni alla salute, al costo della fornitura di acqua, alla perdita di salario e del costo opportunità e all'Inquinamento delle risorse idriche. Tuttavia, fino al 2018, nessun risarcimento è stato pagato agli abitanti del villaggio.